# Ông Nguyên
Ông Nguyên (tiếng Trung: 翁源县, Hán Việt: Ông Nguyên huyện) là một huyện của địa cấp thị Thiều Quan (韶关市), tỉnh Quảng Đông, Cộng hòa Nhân dân Trung Hoa. Năm 554, nhà Lương phân chia Trinh Dương huyện, đầu tiên nhập vào huyện Khúc Giang, năm 1301 thì lại phục hồi như cũ. Ông Nguyên là một trong 16 huyện trong hệ thống tổ chức của Quảng Đông. Huyện Ông Nguyên có khí hậu bán nhiệt đới, đặc trưng của khí hậu miền núi, nhiệt độ trung bình 21,4 độ C, lượng mưa bình quân hàng năm 1170,6 mm.